# Dodona chaseni
Dodona chaseni är en fjärilsart som beskrevs av Corbet 1941. Dodona chaseni ingår i släktet Dodona och familjen Riodinidae. Inga underarter finns listade i Catalogue of Life.